# Pokémon Rumble
Pokémon Rumble (乱戦！ポケモンスクランブル?, Melee! Pokémon Scramble) è un videogioco della serie Pokémon per Nintendo Wii. In Giappone può essere acquistato tramite WiiWare a partire dal 16 giugno 2009, mentre è disponibile negli Stati Uniti ed in Europa rispettivamente dal 16 novembre e dal 20 novembre 2009.

## Modalità di gioco
Il gioco parte con un pupazzo di un Rattata, che si ritrova catapultato nella Battle Royale, una battaglia dove l'obiettivo è combattere tutti contro tutti. Il combattimento è già impostato per perdere. Una volta finito vanno completati tutti gli ambienti (dungeon) per aprire la porte della Battle Royale. I dungeon sono:
- Bosco quiete
- Grotta rocciosa
- Battigia luce
- Prateria vento
- Forgia rogo
- Torre infinito

In ogni dungeon ci saranno dei Pokémon che bisognerà combattere. Ogni tanto un Pokémon sconfitto, invece che scomparire, rimane a terra e se toccato, il Pokémon verrà reclutato, con la possibilità di usarlo. Alla fine di ogni dungeon ci sarà un boss, più grande del normale, che combatterà il Pokémon del giocatore. Anche i boss possono essere reclutati. Finiti i dungeon e la battle royale, il Pokémon potrà salire in un grado più alto.

## Pokémon presenti
Pokémon Rumble presenta tutti i 151 Pokémon della prima generazione a cui se ne aggiungono 106 della quarta generazione, per un totale di 257. Non è disponibile il Pokémon leggendario Arceus. È inoltre possibile ottenere Pokémon cromatici.

## Carte collezionabili
Il 10 luglio 2009 in Giappone è stato inoltre distribuito un particolare set di carte del Pokémon Trading Card Game, raffiguranti, con lo stile grafico di Pokémon Rumble, 19 esemplari di Pokémon (16 nella versione inglese). Ogni carta presenta il simbolo del videogioco. I Pokémon raffigurati sono i seguenti:
| Numero | Pokémon   | Mosse                           |
| ------ | --------- | ------------------------------- |
| 1      | Venusaur  | Gigassorbim.                    |
| 2      | Cherrim   | Solarraggio                     |
| 3      | Ninetales | Coda-Fiamma                     |
| 4      | Heatran   | Heat Boiler (ヒートボイラー?)   |
| 5      | Starmie   | Assorbimento Spirale            |
| 6      | Gyarados  | Thrash Tackle (あばれタックル?) |
| 7      | Pikachu   | Locomovolt                      |
| 8      | Zapdos    | Perforbecco                     |
| 9      | Mewtwo    | Superpsico                      |
| 10     | Mew       | Taglio, Fuocofatuo              |
| 11     | Diglett   | Fossa                           |
| 12     | Lucario   | Ferrartigli, Scoppimpulso       |
| 13     | Skuntank  | Ira                             |
| 14     | Bastiodon | Forza                           |
| 15     | Rattata   | Morso                           |
| 16     | Bibarel   | Rotolamento                     |
| 17     | Eevee     | Azione                          |
| 18     | Pachirisu | Elettropugno                    |
| 19     | Croagunk  | Lanciamelma                     |